# Filialkirche Oberloibach

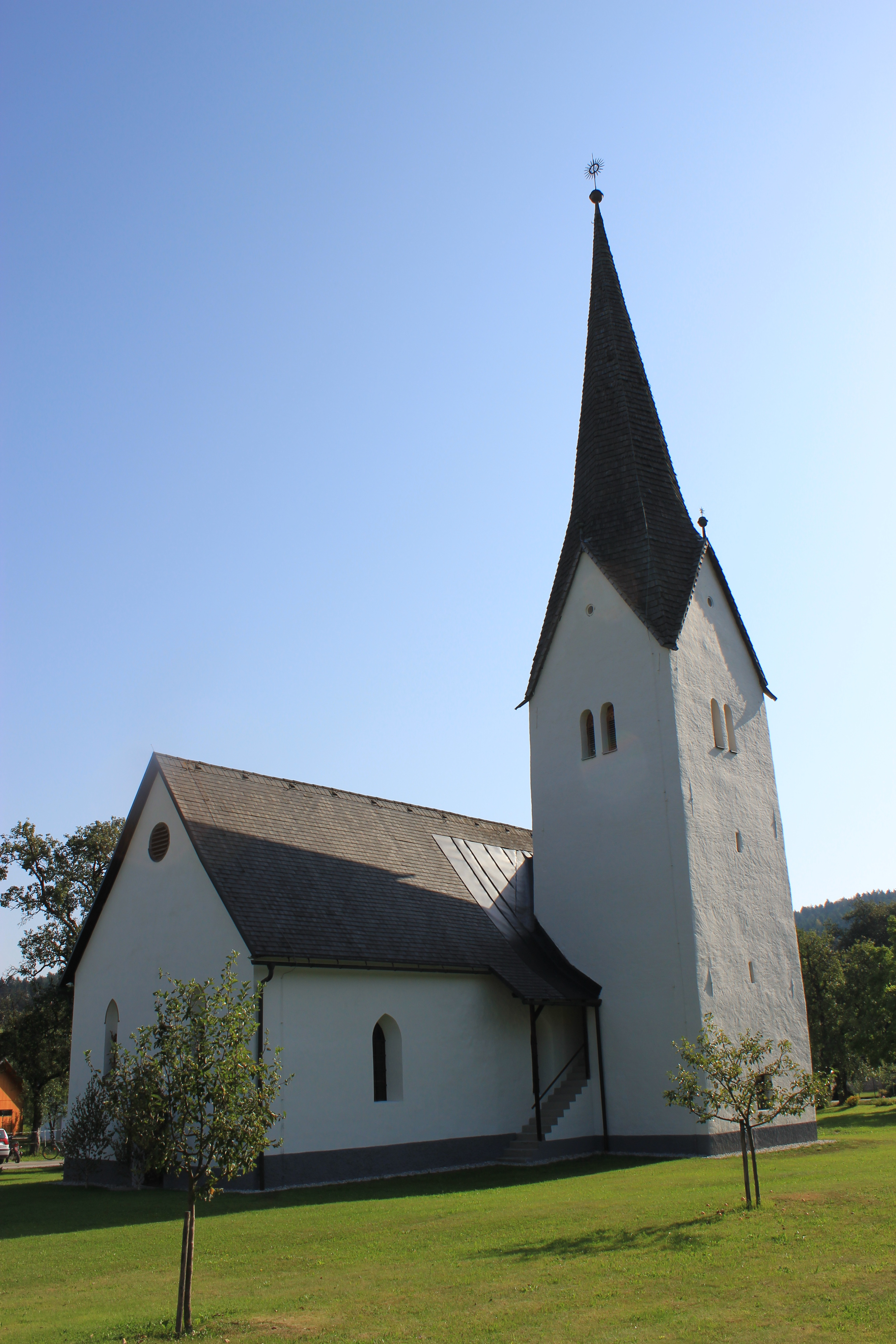
Filialkirche Oberloibach

Die Filialkirche Oberloibach in der Gemeinde Bleiburg  ist dem Apostel Bartholomäus geweiht und gehört zur römisch-katholischen Pfarre Bleiburg.

## Baubeschreibung
Die Kirche stammt im Kern aus der Romanik und wurde im Barock verändert. Der mächtige, mit einem Spitzhelm bekrönte Sakristeiturm  an der Langhaussüdseite wurde wahrscheinlich im 13. Jahrhundert errichtet. Das Langhaus wurde Anfang des 18. Jahrhunderts nach Westen erweitert und erhöht. An der Nordfassade wurden Überreste eines gotischen Christophorus-Freskos und eines Bartholomäus-Freskos sowie ein unter dem Dach verlaufendes Kranzornament entdeckt.
Über dem Langhaus streckt sich eine Flachdecke. Der zweijochige Chor mit Dreiachtelschluss weist ein barockes Kreuzgratgewölbe und eine Pilastergliederung auf.

## Ausstattung
Der Hochaltar von 1730 trägt eine Statue des heiligen Bartholomäus aus dem zweiten Viertel des 17. Jahrhunderts.
Beide Seitenaltäre sind mit 1655 bezeichnet. Der linke Altar besteht aus einer Ädikula auf kleinem Sockel und einfachem Knorpelwerk als Aufsatz. In die Altarnische sind die Figuren der Apostel Judas Thaddäus und Simon Zelotes eingestellt. Das Aufsatzbild zeigt Johannes den Täufer und den Jünger Johannes. Der rechte Seitenaltar ist in Aufbau und Dekor dem linken ähnlich. Er trägt in der Nische eine Figurengruppe mit der Heimsuchung Mariens und zeigt im Aufsatzbild die Verkündigung.
Am Kanzelkorb sind die gemalten Darstellungen der vier Evangelisten.